# آرون موي
آرون موي (بالإنجليزية: Aaron Mooy)‏ مواليد 15 سبتمبر 1990 في سيدني، هو لاعب كرة قدم أسترالي سابق، لعب لعدة أندية أوروبية، وأيضًا لعب مع نادي ملبورن سيتي كلاعب وسط.

## وصلات خارجية
- آرون موي على موقع الاتحاد الدولي (مؤرشف)  (الإنجليزية)
- آرون موي على موقع قاعدة بيانات كرة القدم.إي يو (الإنجليزية)
- آرون موي على موقع ليكيب (الفرنسية)
- آرون موي على موقع ناشيونال فوتبول تيمز (الإنجليزية)
- آرون موي على موقع Soccerbase.com (لاعب) (الإنجليزية)
- آرون موي على موقع Soccerway.com (الإنجليزية)
- آرون موي على موقع عالم كرة القدم.نت (الإنجليزية)
- آرون موي على موقع كووورة